# Käkisaari (ö i Birkaland, Tammerfors, lat 61,72, long 23,62)
Käkisaari är en ö i Finland. Den ligger i sjön Näsijärvi och i kommunen Ylöjärvi i den ekonomiska regionen Tammerfors och landskapet Birkaland, i den södra delen av landet, 190 km norr om huvudstaden Helsingfors. Öns area är 1,8 hektar och dess största längd är 250 meter i sydöst-nordvästlig riktning.